# Золотые пауки
«Золотые пауки» (англ. The Golden spiders) — детективный роман Рекса Стаута, впервые опубликованный в 1953 году.

## Сюжет
На приём к Вульфу приходит соседний мальчишка, Пит Дроссос. Обычно таких «клиентов» Гудвин даже не пускает на порог, но в тот день ему захотелось поддразнить Вульфа. Пит рассказывает историю о женщине за рулём кадиллака. Щека женщины расцарапана, она перепугана, а её пассажир тыкает ей под ребро пистолет. Женщина одними губами и мимикой просит Пита позвать полицию. На следующий день подростка сбивает машина. Пит Дросос, придя в сознание перед смертью, даёт своей матери указание отдать Вульфу содержимое своей копилки. Вульфу приходится искать убийцу мальчика. Его гонорар на этот раз — четыре доллара тридцать центов.